# Fondo per il milione di fucili
Il Fondo per il milione di fucili fu promosso da Giuseppe Garibaldi allo scopo di raccogliere fondi per armare le progettate imprese militari dei patrioti italiani. I fondi, infatti, furono ampiamente utilizzati per il finanziamento della Spedizione dei Mille.

## Storia
La data precisa del lancio della sottoscrizione fu il 29 settembre 1859, quando Garibaldi rivolse il suo appello a coloro che auspicavano l'unità politica dell'Italia. Enrico Besana e Giuseppe Finzi furono incaricati della direzione e dell'amministrazione del fondo finanziariamente installatosi a Milano. La prima sottoscrizione di 5.000 lire fu dello stesso Garibaldi.
La raccolta fondi era supportata da un'organizzazione capillare presente con propri comitati nei comuni dell'Italia centrosettentrionale i quali inviavano i fondi raccolti ai Comitati Provinciali che infine riversavano le sottoscrizioni alla direzione milanese. Non mancarono aiuti provenienti dall'estero. Secondo una stima del 12 novembre 1859, il Fondo per il milione di fucili era già ricco di 100.000 lire ai quali si aggiunse un contributo di pari importo devoluto dal Comune di Milano.
Non solo il denaro fu oggetto di offerte, ma fucili, munizione ed equipaggiamento militare furono donati al Fondo per il milione di fucili. Altresì l'Ospedale Maggiore di Milano mise a disposizione materiale medico. Il prestigio internazionale di Garibaldi indusse a una donazione anche Samuel Colt, che inviò via mare da New York a Genova, cento revolver Colt Navy. Le armi che affluirono a Milano furono depositate presso la caserma dei carabinieri Santa Teresa dalla quale non uscirono per armare i garibaldini salpati da Quarto, poiché il governatore di Milano, Massimo d'Azeglio, li fece sequestrare giustificando tale ordine con il timore che le armi non giungessero nelle mani di Garibaldi.
La sottoscrizione per il milione di fucili fu chiusa il 20 dicembre 1860 con una rimanenza di cassa di 52.179 lire e 19 centesimi. L'anno successivo fu pubblicato a Milano il  Reso conto di tutta la gestione del “Fondo del milione di fucili” diretta dai signori Enrico Besana e Giuseppe Finzi d'immediato incarico del Generale Garibaldi.

## Proclama
unanime accordo di tutti gli associati, io dichiaro dunque disciolta la Società della Nazione Armata e invito ogni italiano che ami la patria a concorrere alla sottoscrizione per il milione di fucili. Se con un milione di fucili gli Italiani, in faccia allo straniero, non fossero capaci d’armare un milione di soldati, bisognerebbe disperare dell’umanità.
 L’Italia si armi, sarà libera!»
(Proclama di Giuseppe Garibaldi per acquistare un milione di fucili pubblicato in Memorie Garibaldi 1861, pp. 326-327)